# Kyle Martin
Kyle Jared Martin (né le 18 janvier 1991 à Austin, Texas, États-Unis) est un lanceur de relève droitier de la Ligue majeure de baseball.

## Carrière
Joueur des Aggies de l'université A&M du Texas, Kyle Martin signe son premier contrat professionnel avec les Red Sox de Boston après avoir été réclamé au 9e tour de sélection du repêchage de 2013. Il avait été précédemment réclamé au repêchage par les Nationals de Washington (39e tour en 2009) et les White Sox de Chicago (35e tour en 2012) sans signer de contrat.
Il fait ses débuts dans le baseball majeur avec les Red Sox de Boston le 20 juillet 2017 face aux Blue Jays de Toronto.